# Ivana Lisjak
Ivana Lisjak (ur. 17 marca 1987 w Čakovcu) – chorwacka tenisistka.
Występy w zawodowych turniejach rozpoczęła w kwietniu 2001 roku, w wieku czternastu lat, biorąc udział w kwalifikacjach do niewielkiego turnieju ITF w Makarska. Wygrała tam dwie pierwsze rundy ale w trzeciej, decydującej o awansie do turnieju głównego, przegrała z Austriaczką Yvonne Meusburger. W ciągu tego samego roku zagrała jeszcze kilka razy w kwalifikacjach do podobnych turniejów ale dopiero w październiku udało jej się dostać do fazy głównej. Debiut nie okazał się jednak zbyt udany i tenisistka odpadła po pierwszej rundzie, przegrywając z Lenką Tvaroskovą. W kwietniu 2002 roku wygrała kwalifikacje turnieju w Makarska i w fazie głównej dotarła do finału. Pokonała po drodze, między innymi, takie zawodniczki jak Sanda Mamić i Mervana Jugić-Salkić, natomiast w finale przegrała z Tiną Hergold. W październiku tego samego roku wzięła rewanż na rywalce i wygrała z nią (też na turnieju w Makarska), po trzysetowym meczu 7:6, 5:7, 6:3, odnosząc tym samym pierwsze swoje zwycięstwo w karierze.
W styczniu 2004 roku zagrała po raz pierwszy w kwalifikacjach do turnieju WTA w Canberze, ale przegrała w pierwszej rundzie z Marą Santangelo. Potem, w ciągu roku, kilkakrotnie grała kwalifikacje do turniejów WTA, wliczając w to turnieje wielkoszlemowe Australian Open i Roland Garros, ale w żadnym z wypadków nie udało jej się awansować do turnieju głównego. Przełom nastąpił w 2005 roku. Najpierw, na początku sierpnia, wygrała kwalifikacje do turnieju w Sztokholmie i zagrała w turnieju głównym (w którym zakończyła swój udział na pierwszej rundzie), a potem wygrała kwalifikacje do US Open, pokonując w nich takie zawodniczki jak: Sabine Klaschka, Rita Kuti-Kis i Jennifer Hopkins i po raz pierwszy w karierze wystąpiła w fazie głównej turnieju. Doszła w niej aż do trzeciej rundy, w której przegrała z Czeszką Nicole Vaidišovą, ale w dwóch pierwszych pokonała Émilie Loit i Jekatierinę Byczkową. Sukces ten spowodował, że tenisistka regularnie zaczęła grać w turniejach WTA i czerwcu 2006 roku wystąpiła bezpośredni w turnieju głównym Roland Garros. Powtórzyła w nim osiągnięcie z poprzedniego roku z US Open i osiągnęła trzecia rundę, pokonując w dwóch pierwszych Galinę Woskobojewą i Zheng Jie a przegrywając w trzeciej z byłą nr 1 na świecie, Martiną Hingis. W tym samym roku zagrała jeszcze w Wimbledonie ale przegrała w pierwszej rundzie z Kateryną Bondarenko. Następne lata nie przyniosły już tenisistce takich sukcesów ale odnotowała na swoim koncie kilka zwycięstw nad zawodniczkami ze światowej czołówki, chociażby takimi jak: Ľudmila Cervanová, Melinda Czink, Mariana Díaz-Oliva, Stéphanie Foretz Gacon, czy Jelena Kostanić Tošić.
W sumie w swojej karierze nie wygrała żadnego turnieju rangi WTA, ale wygrała siedem turniejów w grze pojedynczej i jeden w grze podwójnej rangi ITF. Wielokrotnie reprezentowała również swój kraj w rozgrywkach Pucharu Federacji.

## Wygrane turnieje rangi ITF
| turnieje z pulą nagród 100 000 $ |
| turnieje z pulą nagród 75 000 $  |
| turnieje z pulą nagród 50 000 $  |
| turnieje z pulą nagród 25 000 $  |
| turnieje z pulą nagród 15 000 $  |
| turnieje z pulą nagród 10 000 $  |

### Gra pojedyncza
|    | Data       | Turniej          | Kat. | ($)    | Naw.   | Finalistka         | Wynik         |
| 1. | 13/10/2002 | Makarska         | ITF  | 10 000 | ziemna | Tina Hergold       | 7:6, 5:7, 6:3 |
| 2. | 22/05/2005 | Caserta          | ITF  | 25 000 | ziemna | Olga Blahotova     | 6:3, 7:5      |
| 3. | 19/06/2005 | Gorycja          | ITF  | 25 000 | ziemna | Alice Canepa       | 6:2, 6:3      |
| 4. | 07/06/2009 | Sarajewo         | ITF  | 25 000 | ziemna | Ana Jovanovic      | 6:0, 7:6      |
| 5. | 09/08/2009 | Monteroni        | ITF  | 25 000 | ziemna | Claudia Giovine    | 6:4, 6:2      |
| 6. | 03/10/2010 | Clermont-Ferrand | ITF  | 25 000 | twarda | Iryna Brémond      | 6:4, 6:1      |
| 7. | 10/10/2010 | Limoges          | ITF  | 25 000 | twarda | Julija Bejhelzimer | 6:0, 6:3      |